# Adolf Bock von Wülfingen
Adolf Karl Ernst Bock von Wülfingen (* 20. Dezember 1840 in Osnabrück; † 8. November 1920 in Göttingen) war ein preußischer Generalmajor.

## Leben

### Herkunft
Adolf Bock von Wülfingen stammt aus dem niedersächsischen Uradelsgeschlecht Bock von Wülfingen. Seine Eltern waren der spätere Oberstleutnant Leopold Philipp Bock von Wülfingen (1806–1886) und dessen Ehefrau Mathilde Franziska Emilie Keitel (1812–1878).

### Werdegang
Nach dem Schulbesuch schlug er die preußische Militärlaufbahn ein und wurde bis zum Generalmajor befördert. Vom 15. Juli 1893 bis 13. Mai 1895 war er Kommandeur der 10. Infanterie-Brigade.

### Familie
Adolf Bock von Wülfingen heiratete am 20. Oktober 1871 in Celle Emmy Philippine Gertrud Elise Witting (* 7. September 1848; † 9. Dezember 1888). Das Paar hatte zwei Kinder. Nach dem Tod seiner ersten Frau heiratete er am 7. Januar 1891 ebenfalls in Celle Franziska Adolfine Sophie Witting (* 7. April 1847; † 30. Januar 1912).